# Hermann von Maltzan (Bischof)
Hermann von Maltzan († 7. Juli 1322 in Bützow) war 1299 bis 1315 Domherr, 1300 Thesaurar, 1302 bis 1315 Propst von Schwerin und 1315 bis 1322 Bischof von Schwerin.

## Leben
Hermann von Maltzan (Nr. 11 der Geschlechtszählung) entstammte der einflussreichen mecklenburgischen Adelsfamilie Maltzahn. Sein Vater Ludolf I. (#4; 1256–1283 urkundl.) war Herr auf Kummerow und Burgmann in Gadebusch, seine Mutter Cäcilie eine geborene von Bülow. Hermann von Maltzan wurde daher möglicherweise in Gadebusch geboren.
Er war 1299 bis 1315 Domherr in Schwerin, seit 1299 als Schweriner Kanonikus urkundlich nachgewiesen. Als naher Verwandter der Bülow-Familie nannte er sich am 11. März 1300 bereits Thesaurar des Schweriner Domkapitels und war vom 10. März 1302 bis 1314 Dompropst. Seit 30. Juni 1302 war Hermann auch noch Domherr am Hamburger Dom, wo ihm am 8. November 1307 Papst Clemens V. die  Scholasterei übertrug, das er bis zum 1. Dezember 1312 innehatte.
Die Priesterweihe hatte der Schweriner Dompropst bis zum Tage seiner Wahl zum Bischof noch nicht empfangen.
Am 13. März 1315 wurde er vom Domkapitel als Nachfolger von Gottfried I. von Bülow zum Bischof des Bistums Schwerin gewählt.  Die Bestätigung des Schweriner Electus durch den zuständigen Erzbischof Jens Grand von Bremen erfolgte recht schnell, doch ergaben sich hinsichtlich des Empfanges der höheren Weihen und der Konsekration zum Bischof ziemliche Schwierigkeiten. Er hatte den Ehrgeiz, große Politik zusammen mit und auch gegen die Mecklenburgischen Herzöge zu treiben, was ihm erhebliche Summen Geld kostete. Um dieses zu beschaffen, verpfändete er auch große Teile der Ländereien des Bistums, so auch an die Familien von Bülow, die bereits im Domstift mit mehreren Domherren vertreten waren, und die ihn sicher auch gewählt hatten.
Der Erzbischof von Bremen Jens Grand, der mit seinen Suffraganen schon länger im Streit lag, verweigerte ihm die Weihe als Bischof. Er machte die Weihe am 22. Mai 1315 von der Zahlung von 1000 Mark Silber abhängig. Hermann von Maltzan verweigerte die überhöhten Geldforderungen und bezeichnete sich als Electus et Confirmatus in Episcopum Swerinensis. Er wurde daraufhin von Jens Grand mit dem Bann belegt, doch auf Intervention Fürst Heinrich des Löwen davon wieder befreit.
Erst der vom Bremer Domkapitel 1316 eingesetzte Administrator des Erzbistums Bremen, Johannes, vollzog Ende 1316 die Weihe, die aber von Jens Grand nicht anerkannt wurde. Heinrich von Maltzan wurde 1320 von ihm erneut in Bann getan. Der Bann wurde wohl erst 1322 durch den neuen Administrator des Erzbistums Bremen, den Verdener Bischof Nikolaus von Kesselhut aufgehoben. Maltzans Verdienst ist also der Gewinn einer weitgehend unabhängigen Stellung des Schweriner Bistums. Doch vom seelsorglichen Geschehen während seiner mehr als sechs Jahre dauernden Amtszeit ist kaum etwas bekannt.
In kriegerischen Unternehmen, von dem auch sein Stiftsland nicht verschont blieb, war Bischof Hermann mehrfach verwickelt. Bei der Eroberung und Schleifung der ihm zum Trotz von Fürst Heinrich bei Warin gebauten Klockenburg war er selbst anwesend. Während die Kämpfe noch weitergingen, erkrankte Hermann von Maltzan und starb am 7. Juli 1322 in der Bischofsburg zu Bützow und wurde in der Stiftskirche beigesetzt.
Er hinterließ bei seinem Ableben dem Bistum eine hohe Summe Schulden. Sein Nachfolger als Bischof, Johann II. zu Putlitz musste erkennen, dass sich das Domstift weitgehend in den Händen der Familie von Bülow befand.

## Siegel
Von Bischof Hermann sind fünf Siegel bekannt.
Zwei waren aus vorbischöflicher Zeit: ein rundes Siegel, das ihn in der Umschrift als Thesaurar von Schwerin ausweist, und ein parabolisches Siegel mit einer Kreuzigungsgruppe. Die Umschrift verweist auf ein Amt als Dompropst. Auf beiden Siegeln ist das Maltzansche Wappen erkennbar.
Sein erstes Bischofssiegel benutzte er bei Urkunden, bei denen er sich dei gratia electus et confirmatus in episcopum zwerinensem nannte. Es ist ein rundes Siegel, in dem die Gottesmutter Maria auf einem niedrigen Sessel sitzend dargestellt ist mit dem Christkinde auf dem rechten Arme, in der linken Hand einen langen Lilienstengel haltend und an der rechten Seite mit einem Rosenzweige geschmückt.
Die Umschrift lautet:  + S'. HERMANI. DI. GRA. ELCI. ET. FIRMATI. I. EPM. ZWER.
Nach 1316 führte Bischof Hermann dann ein großes elliptisches Siegel. Auf einem mit Löwen an den Seitenlehnen verzierten Stuhle mit hoher geschnitzter Lehne, welche mit einem Teppich behängt ist, sitzt der Bischof, mit der Rechten vor der Brust segnend, mit der Linken den Bischofsstab haltend, die Füße auf einem palmettenartig gebildeten Schemel setzend.
Die Umschrift lautet:  + S'. HERMANI. DI. GRA. ZWERIS. ECCLESIE. EPISCOPI.
Weiter gab es um 1316–1322 noch ein kleines elliptisches Secretsiegel mit dem bis zum Schoße hinabreichenden Bilde eines Bischofs, welcher die Rechte zum Segen erhebt und mit der Linken den Bischofsstab hält ohne weitere Verzierungen.
Die Umschrift lautet:  + SECRET. HERMANNI. EPISCOPI. ZWERINS.